# Sedum valens
Sedum valens är en fetbladsväxtart som beskrevs av Björk. Sedum valens ingår i Fetknoppssläktet som ingår i familjen fetbladsväxter. Inga underarter finns listade i Catalogue of Life.